# Habří
Habří è un comune della Repubblica Ceca facente parte del distretto di České Budějovice, in Boemia Meridionale.